# 물치도
물치도(勿淄島)는 인천광역시 동구 만석동 산3 번지의 섬이다. 면적 6만5256 m², 해안선 길이 1.2 km, 최고점 57 m이며, 월미도 선착장에서 북쪽으로 2.5 km 떨어져 있다. 영종도 선착장에서 동북쪽으로 600여 m 떨어져 있다. 본래 이름은 물치도였으나, 19세기 말부터 2020년까지 일본인이 붙인 이름인 작약도(芍藥島)로 불렸다.

## 관광지
유원지와 등대(무인등대)가 있으며, 산책로가 있다. 또한 이곳에서는 갯벌에서 바지락 캐기와 갯바위 낚시도 가능하다. 해안도로(물치로)는 보행자 전용 도로이다. 여객선이 중단되면서 현재 이러한 시설에 접근할 방법은 없다.

### 대중 교통
2015년까지는 월미도 선착장에서 물치도까지 하루 7회(휴일 8회) 1시간 간격으로 여객선이 운항하였으나, 현재는 운행하지 않는다.
- 여객선 요금: 성인 7,000원, 소인 4,000원
- 첫배: 11시 10분
- 막배: 17시 10분 (일/공휴일 18시 10분)
- 소요시간: 20분

## 같이 보기
- 물치로